# Montmirey-le-Château
Montmirey-le-Château is een gemeente in het Franse departement Jura (regio Bourgogne-Franche-Comté) en telt 190 inwoners (2005). De plaats maakt deel uit van het arrondissement Dole.

## Geografie
De oppervlakte van Montmirey-le-Château bedraagt 8,2 km², de bevolkingsdichtheid is 23,2 inwoners per km².

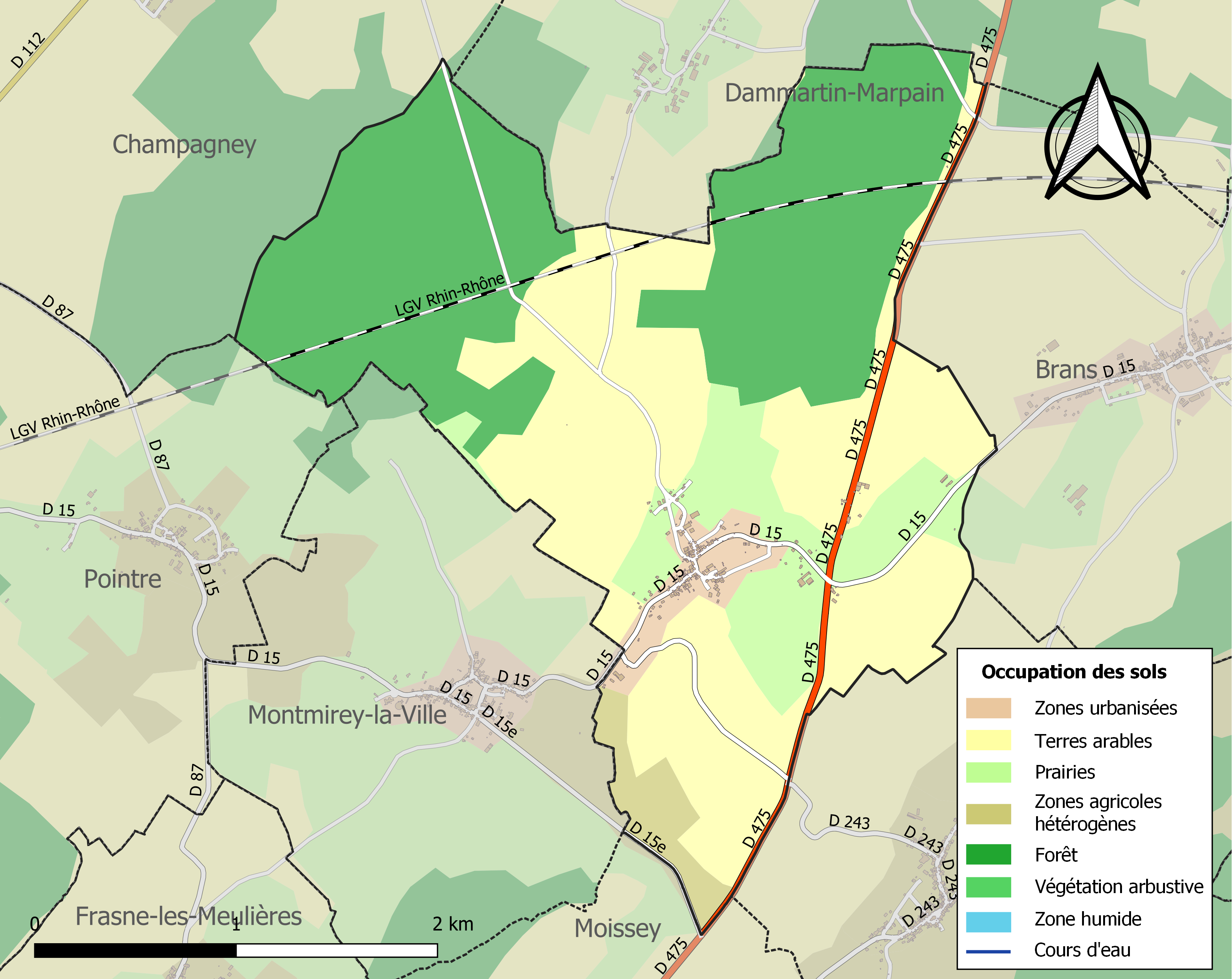
Kaart van de gemeente met de belangrijkste infrastructuur, bodemgebruik en omliggende gemeenten

## Demografie
Onderstaande figuur toont het verloop van het inwonertal (bron: INSEE-tellingen).